# 长镜头
長鏡頭（long take，或稱為一鏡到底、不中斷鏡頭或長時間鏡頭）是一種将單個鏡頭長時間、中途不切换鏡頭畫面的拍攝手法。與它相反的是剪接式（蒙太奇）的拍攝方法。长镜头手法多用來表達導演的特定構想和審美情趣，例如刻意捕捉當時大範圍內的場景氛圍、文場戲的演員不中斷的內心轉折描寫、武打場面的真功夫等。由於長鏡頭拍摄难度大，可以相當程度地展現導演的調度、時間掌控的功力，一个细节出错都有可能导致需要从头開始拍摄的麻烦，因此許多名導演都將它視為對自己藝術成就的重要挑戰。

## 概念
「長鏡頭」一詞，在電影拍攝手法上所指的並不是攝影鏡頭的外觀長短或是長焦距（long lens），也不是指攝影鏡頭距離拍攝物之遠近（远景镜头，long shot），而是指拍攝之開機點與關機點的時間距，也就是影片的片段（take）的長短。長鏡頭要多長才算，並沒有絕對的標準；一般只要相對而言是時間較長的單一而不中斷之鏡頭，便可如此稱呼。
由於「長鏡頭」（长镜次，long take）十分容易和攝影上的「長焦距」（长焦镜，long-focus lens，long lens）混淆，而「一鏡到底」也易與將攝影機固定不動的「固定鏡頭」混淆，因此近來不少人認為「長鏡頭」應改稱為「長時間鏡頭」或「不中斷鏡頭」，才是較精確、較理想之稱法。
鏡頭（take）是組成電影場景的單位，由一個一個短小鏡頭組成，產生影像間的化學效果的電影手法，一般稱為影像蒙太奇。而長鏡頭則是標榜一個場景只用一個鏡頭貫穿，無剪接。一個完美長鏡頭拍攝，需要導演與工作人員事先精心設計鏡頭的調度流程、演員的走位等等，而且對演員的演技也是相當嚴格的考驗，只要一個小小錯誤就會讓之前所拍的一切全功盡棄，所有人必須由最開始之處整個從頭重拍。所以一個長鏡頭的拍攝，一般都要多次彩排、反覆演練，因此往往可能用上一整天，就只為了拍攝數分鐘之影像。

## 早期範例
1964年，安迪·沃荷和前衛電影製片人喬納斯·梅卡斯使用Auricon相機通過16毫米膠片在10卷膠卷上拍攝了長達485分鐘的實驗膠片《帝國》，比35毫米膠片的拍攝時間更長。“相機拍攝了1200英尺的膠卷，可以拍攝約33分鐘。”

## 优缺点
优点：
1. 画面转移流畅。
2. 有真实感，与看传统电影的体验不一样，投入的观众有可能忘记自己是在看电影。[5]
3. 容易体现导演和摄制组的水準。[5]

缺点：
1. 难度大[5]，必须将每一个场景、物件、人物走位、摄影机的运动以至光源都配合得天衣无缝。[2]
2. 耗费时间长，也耗费人员精力[5]。每次都要从头排练，而且如果细节有明显差错，就需要花很多时间重新拍攝[2]。
3. 需要切换多个室外场景的长镜头影片尤其难拍，很难提前控制室外的长时间光线变化，基本上是“听天由命”。[5]

## 发展历史
過去長鏡頭的長度，常受到電影底片長度的限制，無法超過數十分鍾。導演如需長度超過底片限制的長鏡頭，往往必須透過隱藏剪接的手法來呈現。因為數位攝影的發明，長鏡頭的長度得以延長至數小時以上。有史以來最長的長鏡頭是2002年俄羅斯導演索科洛夫的《俄羅斯方舟》當中長達96分鍾的長鏡頭，事實上這部電影就是由這一個長鏡頭構成的。類似單一長鏡頭電影還有麥可·費吉斯（Mike Figgis）的《真相四面體、時間祕碼》（Time Code，2000）。利用數位攝影，該片得以利用手持四台攝影機同時不間斷的拍攝完該片，長度約97分鍾。

### 網路短片
現時Youtuber
等網路影像創作者所拍攝的自拍短片，大部份都是用一個場景一鏡到底的拍攝手法，加入後期剪接加工因此可明顯看出並非真實意義的長鏡頭。它們的真實性，看鏡頭中的小細節，便可以意會。當出錯時則使用檢驗圖來切換成正確內容。

## 范例

### 名人
台灣導演侯孝賢以其固定鏡位的長鏡頭而著名。
日本導演溝口健二的長鏡頭則摒棄了複雜的設計。
希臘導演泰奧·安哲羅普洛斯拍攝過幾個極具風格化的360度環形運動的長鏡頭。

### 影片
- 《悲情城市》
- 《戀戀風塵》
- 《海上花》
- 《刺客聶隱娘》
- 《人類之子》
- 《蛇眼（英语：Snake Eyes (1998 film)）》
- 《艷屍案中案》
- 《节选修订（英语：Redacted (film)）》
- 《情枭的黎明》
- 《撒旦探戈》
- 《你那邊幾點》
- 《愛情萬歲》
- 《不散》
- 《我是古巴（英语：I Am Cuba）》
- 《俄羅斯方舟》
- 《贖罪》
- 《郊遊》
- 《乡愁》
- 《地心引力》
- 《週末》
- 《鳥人》
- 《辣手神探》
- 《大事件》
- 《復仇勇者》
- 《日出之前》
- 《雨月物語》
- 《历劫佳人（英语：Touch of Evil）》
- 罗伯特·奥特曼《幕后玩家》（The Player, 1992）
- 《好家伙》
- 《一屍到底》
- 《不羁夜（英语：Boogie Nights）》
- 《老男孩》
- 《冬蔭功》
- 《不夜城》
- 《路边野餐》
- 《芳華》
- 《1917》
- 《极寒之城》
- 《惊天营救》
- 《惊天营救2》
- 《殲獄行動》
- 《混沌少年時》